# YTV
YTV é um canal de tv por cabo canadense em inglês, cuja especialidade é destinada à jovens de âmbito canadense disponível através de cabo e de televisão por satélite. Atualmente é detida pela Corus Entertainment. "YTV" que significa "Youth Television" (Juventude Televisão), no entanto o site do canal nega.
A programação da YTV é basicamente infantil, com públicos-alvos que vão do pré-escolar até para jovens e adultos. No canal é comum repetir dramas como Smallville. Até recentemente, exibiu um número significativo de comédias britânicas no fim de noite, até começar a arejar o show My Family, quando a YTV havia removido o programa. Entre as suas revindicações à fama, a primeira foi, com os episódios completos da série ReBoot, e as versões em inglês dos animes Sailor Moon e Bleach em curso.
O principal bloco de programação da YTV é o The Zone, exibido nas tardes da semana, Carlos Bustamante é o anfitrião atual durante os segmentos do show.
Enquanto ela produz comissões ou uma parte substancial de programação, YTV também adquire e areja a maioria das séries iniciais do similar estadunidense de serviços da Nickelodeon, que não está disponível no Canadá. Devido os fortes laços contratuais, YTV tem acesso exclusivo a todos os títulos de animação da Nickelodeon, e até a date em que essas produções foram exibidas.[carece de fontes?] Nos últimos anos, a YTV ganhou um elemento forte, o anime, em uma tentativa de recorrer mais aos adolescentes, pegando títulos variando de InuYasha para Zatch Bell!. Esta liderando esse esforço através da introdução do vídeo sob demanda de serviço de "anime em 24/7".
O canal opera em dois horários deslocados em feeds, no Eastern (ET) e no West (PT).

## História
Lançado do dia 1 de setembro de 1988, YTV foi o sucessor de dois serviços de programação especial antes operados por várias compahias de cabo em Ontário no final dos anos 70. Os dois maiores acionistas da YTV eram duas empresas de cabo, Rogers Cable e uma compahia conhecida como CUC Broadcasting, que mais tarde seria adquirido pela Shaw Communications. Em 1995, através de várias aquisições e negócios, Shaw havia assegurado o controle total da YTV, que foi desmembrada, como parte da Corus Entertainment em 1999.
Após a Corus assumir o controle do canal em 1999, YTV começou a usar um estilo Nickelodeon na sua marca, muito menos com o seu logo, com sua mantra (e antigo slogan) é "Keep It Weird". Ao longo dos anos, YTV tem utilizado um número de diferentes logos no ar, apresentando a mesma disposição de letras brancas em várias criaturas bizarras e imaginativas. O logotipo usado em créditos de produção, e, portanto o logo "oficial" tem características deste regime em uma tela vermelha de um aparelho de televisão estilizado roxo. O canal de publicidade é muitas vezes o foco na promoção da marca através do humor cru.
No outono de 2005, um novo posto alterado para 6:00 pm no estilo de publicidade foi desenvolvido para um público mais velho, que usou um logotipo muito mais simples e muito mais elegante embalado com qualquer tática bruta. Na primavera de 2006, este olhar foi adaptado para a estação inteira.
Em Setembro de 2009, o logotipo foi alterado um pouco. Ele apresentava novas cores para o logotipo, e o fundo do logotipo da YTV foi simplificado. Agora há muitos gráficos digitais na tela dizendo quais programas, estão próximos lançamentos e promoções dos programas. Os gráficos digitais na tela são opacos.

## Blocos de programação
Desde o lançamento da estação YTV, tem sido bem conhecida por dividir suas transmissões em blocos distintos de programação para uma variedade de razões. Um bloco de programação sem nome que mais tarde tornou-se "The Treehouse" e "The Afterschool Zone", agora conhecida simplesmente como "The Zone", foram os primeiros blocos de primeiro e segundo estabelecidos nos primeiros anos da estação. Isso foi feito principalmente como uma tática para dar cumprimento à Canadian Radio-television and Telecommunications Commission (CRTC) restrições à publicidade na programação infantil: uma programação popular importada seria de poucos minutos devido a menos anúncios sendo permitidos, em comparação com as estações dos E.U.A. Em uma vez de encher o tempo com os anúncios de serviços públicos ou outro material de enchimento, a ideia de dedicar alguns minutos entre os programas de interação entre os hosts e live-actions foram utilizados, e tem sido bem sucedidos até hoje. Em 17 de outubro de 1997, O bloco "The Treehouse" teve seu próprio canal de TV, o "Treehouse TV", que é um canal canadense pré-escolar de propriedade da Corus Entertainment.[carece de fontes?]

### Blocos atuais
- The Zone é um bloco de programação de animação que estreia tardes da semana, e é hospedado por Carlos Bustamante, previamente acompanhado por Stephanie "Sugar" Beard. Depois de Paula Lemyr que deixou a YTV durante o verão de 2006 - a par do fim de semana foi hospedado um spinoff de The Zone para substituir o Vortex (embora a programação continuou a mesma).
- Big Fun Weeknights arejava durante a noite depois de The Zone. Antes de Setembro de 2009, ele foi chamado de "Big Funs Friday", e também contou com um filme por semana.[2]
- Crunch areja uma programação animada durante as manhãs de sábado das 7:00 am EST às 12:30 pm EST.
- Bionix areja programação de ação e anime aos domingos 12:00-2:00 EST. Bionix originalmente era exibido nas noites de sexta, e mais tarde nas noites de sábado, e foi uma das principais fontes para a anime programming on YTV.
- YTV areja um bloco de programação da Nickelodeon em manhãs de domingo com o título de Nickelodeon Sundays.[2]
- O nome Moovibot é usado para filmes durante as tardes do fim de semana na YTV. O bloco era anteriormente conhecido como 3 Hairy Thumbs Up (uma homenagem ao "Keep it Weird" que era da YTV) até final de 2008. YTV também tem exibido filmes direcionados para públicos mais velhos nas noites de domingo, o bloco ZAPX Movies, que foi organizado em todo por Simon Mohos até setembro de 2009.